# Marcheur blanc
Un marcheur blanc est une créature humanoïde de l'univers du Trône de Fer (Game of Thrones) de George R. R. Martin. D'abord appelés "les Autres" dans la série de romans, les marcheurs blancs sont des créatures légendaires et mythiques et représentent une menace surnaturelle pour les habitants de Westeros, dont ils sont séparés par un mur. The Verge les a nommés parmi les créatures les plus visuellement iconiques de la série. 

## Création des marcheurs blancs
Au moment de l'arrivée des Premiers Hommes, les Enfants de la Forêt ont capturé l'un d'entre eux et ont fait de lui le premier Marcheur Blanc, en lui insérant une dague en verredragon dans le thorax, afin de se défendre contre les Hommes. Cependant, les Enfants de la Forêt ont commencé à en perdre le contrôle. Ils sont ainsi devenus une menace.
Les Premiers Hommes et les Enfants de la Forêt se sont rassemblés pour combattre les Marcheurs Blancs lors d'un conflit appelé la Guerre de l'Aube ou tout simplement la Longue Nuit. À cette occasion, les Marcheurs Blancs ont été vaincus et repoussés plus au Nord. Des siècles plus tard, les habitants de Westeros ont commencé à croire que les Marcheurs Blancs n'étaient rien de plus que des histoires pour effrayer les enfants.

## Attributs
George R. R. Martin introduit les Autres (marcheurs blancs) dans le prologue de Game of Thrones (1996), les décrivant comme grands, maigres et durs comme des os, avec une chair pâle comme du lait, des yeux plus profonds et plus bleus que n'importe quel œil humain et une peau bleue qui a brûlé comme la glace. Accompagnés d'un froid intense, ils portent une armure qui semble changer de couleur en bougeant, ainsi que de fines épées de cristal capables de briser l'acier. Ils se déplacent silencieusement et possèdent leur propre langue. George R. R. Martin écrit que leurs voix sont "similaires à la fissuration de la glace sur un lac en hiver". Dans le tome Une tempête d'épées (2000), ils se révèlent vulnérables aux armes en verredragon (obsidienne), car Samwell Tarly en tue un de cette façon.
Dans Une danse avec des dragons (2011), Samwell Tarly découvre d'anciens fragments de disques qui suggèrent que les Autres sont également vulnérables à un élément appelé "acier dragon", qui, selon lui et Jon Snow, est un autre terme pour l'acier Valyrien. Les créatures tuées par les Autres se réaniment rapidement en guerriers morts-vivants à la peau pâle, aux mains noires et aux yeux bleus brillants semblables à ceux des Autres. Le verredragon n'a aucun effet sur eux. Les soldats de l’armée des morts peuvent être physiquement blessés, mais même les parties démembrées restent animées et doivent donc être détruites par le feu. Les humains qui vivent dans le nord au-delà du mur, appelés "sauvageons" par les habitants de Westeros, brûlent leurs morts pour qu'ils ne deviennent pas des fidèles.